# Багров, Дмитрий Владимирович
Дмитрий Владимирович Багров (укр. Дмитро Володимирович Багров; род. 10 мая 1976) — украинский, российский футболист, защитник.

## Биография
Воспитанник СДЮШОР «Днепр-75» Днепропетровск. В сезонах 1994 и 1995 провёл шесть матчей во второй российской лиге за «Орехово». В сезоне 1994/95 сыграл 22 матча в чемпионате Белоруссии за «Шахтёр» Солигорск и по одному матчу в третьей лиге за «Гранит» Микашевичи и «Оресу» Любань. В 1996 году играл за российские любительские клубы «Авангард» Электросталь и «Спартак» Луховицы, в следующем сезоне выступал за «Спартак» в третьей лиге. Сезоны 1997/98 — 1988/99 провёл во второй украинской лиге в составе «Металлурга» Новомосковск. С 2000 года — игрок клубов низших лиг Германии.